# Frontera entre Sèrbia i Bòsnia i Hercegovina
La frontera entre Sèrbia i Bòsnia i Hercegovina es la frontera internacional terrestre entre Sèrbia i Bòsnia i Hercegovina.

## Traçat
Comença al nord al trifini entre Sèrbia-Bòsnia i Hercegovina-Croàcia sobre el riu Sava, després corre cap a l'est vers Sremska Rača als marges del Drina, després segueix la llera d'aquest riu cap a Kamenica per prendre la direcció del sud-est del país. A continuació, passa a través de la part superior de Stolac (1673 m), creua el riu Crni Rzav, arriba als rius Uvac i Lim, a l'oest de la ciutat de Priboj i la línia sinuosa a través de Javorje. Acaba al sud al trifini entre Sèrbia-Bòsnia i Hercegovina-Montenegro. És marcada pel riu Drina i corre entre la Sèrbia central i part sud-est de la República Sèrbia de Bòsnia i Hercegovina.

## Història
La frontera en un mateix curs es va establir en el Congrés de Berlín de 1878 després que l'Imperi Otomà va reconèixer la independència del regne de Sèrbia i es va mantenir quan el 1908 Bòsnia i Hercegovina fou incorporada a l'Imperi Austrohongarès. Després de la primera guerra mundial (1918) ambdós territoris van formar part del regne de Iugoslàvia, i després de la Segona Guerra Mundial van formar part de la República Socialista Federal de Iugoslàvia. Després de la dissolució de Iugoslàvia i la guerra de Bòsnia Bòsnia i Hercegovina esdevingué independent. La frontera assolí el seu traçat definitiu en 2006, després que Montenegro se separés de Sèrbia.